# The Beatles Anthology
The Beatles Anthology és un documental en 5 DVD del 2003 que descriu la història dels Beatles. Presenta més de 10 hores d'entrevistes, concerts, videoclips, enregistraments, etc., que reuneixen els vuit episodis que es van emetre el 1995 a la televisió britànica, més un DVD amb extres i el making of.
Es tracta d'una crònica molt completa del recorregut artístic de The Beatles, narrada pels mateixos protagonistes i per altres testimonis de l'època.
Vint-i-cinc anys després de la seva dissolució, els supervivents (John Lennon ja era mort) es tornen a trobar per aclarir les raons de la seva ruptura i aportar llum sobre la majoria d'episodis essencials de llur carrera, com llurs inicis com a músics adolescents, passant per les estades a Hamburg, les experiències amb les drogues, les recerques musicals, les amenaces de mort, els problemes amb les fans i les tensions dels darrers anys del grup.
La col·lecció ofereix gran quantitat de material inèdit.